# Черноспинная флейтовая птица
Черноспинная флейтовая птица (лат. Cracticus mentalis) — вид певчих птиц из семейства ласточковых сорокопутов (Artamidae). Выделяют два подвида. Распространены на юге Новой Гвинеи и полуострове Кейп-Йорк.

## Описание
Черноспинная флейтовая птица достигает длины 25—28 см и массы от 74 до 100 г. Характеризуется массивным телосложением, относительно большой головой и короткими ногами. Клюв крепкий, удлинённый, кончик надклювья загнут снизу. Половой диморфизм не выражен. У взрослых особей голова, задняя и боковые части шеи чёрные, резко очерченные белые подбородок и горло. Верхняя часть тела чёрная, отделенная от чёрной части головы белым воротничком (разорванным в центре верхней части мантии). Надхвостье серое; хвост чёрный с белым кончиком. Верхняя часть крыльев чёрного цвета; лопатки и самые внутренние второстепенные маховые перья белого цвета, образуют длинную белую полосу на сложенном крыле. Первостепенные кроющие перья и основание первостепенных маховых перьев в основном белые, вместе образующие пятно на крыле (если смотреть сверху в полёте, чёрная область спины отделена от чёрно-белого верха крыла широкой белой полосой). Нижняя сторона тела белая. Радужка коричневая; клюв бледно-серо-голубой с тёмным кончиком; ноги чёрные.
У молодых особей рисунок оперения такой же, как у взрослых, но чёрные участки оперения у взрослых — тёмно-коричневые у молоди, капюшон и мантия с охристыми прожилками, нижняя часть тела с коричневым оттенком. Неполовозрелые особи похожи на взрослых, но чёрные участки оперения более тусклые, с коричневым оттенком, и немного юношеского оперения на крыльях и хвосте. Подвид C. m. kempi меньше номинанта, с более короткими крыльями, хвостом и клювом и более узкой чёрной областью на спине.

## Вокализация
Песня описывается как неторопливые фразы из длинных и коротких, сочных звенящих нот низкой и средней высоты, перемежающиеся двусложными йодлями и карканьем, чем-то похожими на беспорядочный йодль C. torquatus и C. cassicus, но более вялыми. Могут петь антифонными дуэтами. Другие вокализации включают быстро повторяющиеся громкие крики «kya, kya, kya».

## Места обитания
Естественной средой обитания являются редколесья тропической саванны и открытые леса, в которых обычно преобладает эвкалипт (Eucalyptus) и чайное дерево (Melaleuca). Черноспинная флейтовая птица встречается также на плантациях, в садах и небольших городах. На Новой Гвинее встречается в низменных областях и предгорьях от уровня моря до высоты 600 м над уровнем моря (на плато Согери).

## Биология
Черноспинная флейтовая птица питается в основном насекомыми, мелкими позвоночными (например, ящерицами и мелкими птицами), в меньшей степени семенами. Может длительное время неподвижно сидеть на присаде, высматривая жертву, и затем резко слетает и ловит её в кронах деревьев или на земле; иногда медленно перемещается в кронах, собирая добычу с листвы и веток.
Черноспинная флейтовая птица — оседлый и территориальный вид. Сезон размножения продолжается с августа по апрель (с середины сухого сезона до середины сезона дождей), с пиком с октября по декабрь; иногда бывает два выводка за сезон. Гнездо сооружается только самкой, представляет собой неглубокую чашу из палок, выстланную гибкими стеблями лиан и корешками, расположенную обычно на высоте 10—-20 м над землей, иногда намного выше, в развилке дерева. В кладке 2—3 яйца (обычно три), размером примерно 29 х 22 мм. Яйца серовато-коричневого цвета, с пятнами и вкраплениями красновато-коричневого цвета в виде неправильного кольца на тупом конце. Насиживает кладку только самка, самец в это время кормит её. Инкубационный период длится около трёх недель. Птенцов выкармливают оба родителя около двух недель. Родители очень агрессивно защищают гнездо.

## Подвиды
Выделяют два подвида:
- Cracticus mentalis mentalis Salvadori & D'Albertis, 1875 — юг Новой Гвинеи (район южнее реки Флай и южное побережье юго-востока)
- Cracticus mentalis kempi Mathews, 1912 — полуостров Кейп-Йорк